# Carolina Arias
Carolina Arias, née le 2 septembre 1990, est une footballeuse internationale colombienne. Elle évolue au poste de milieu de terrain à l'Atlético Junior.

## Carrière
Avec la sélection des moins de 20 ans, Carolina Arias participe à la Coupe du monde des moins de 20 ans 2010 organisée en Allemagne. Lors du mondial junior, elle est titulaire et joue six matchs. La Colombie se classe quatrième de la compétition, en étant battue par la Corée du Sud lors de la petite finale.
Carolina Arias participe ensuite à la Coupe du monde 2015 au Canada. Elle joue quatre matchs lors du mondial. La Colombie atteint les huitièmes de finale de la compétition, en étant éliminée par les États-Unis, qui remporteront le tournoi.
En 2016, elle figure dans la liste des 18 joueuses colombiennes qui participent aux Jeux olympiques d'été organisés au Brésil.

## Palmarès
- Médaille d'argent aux Jeux panaméricains de 2015 avec l'équipe de Colombie